# إلفنتين

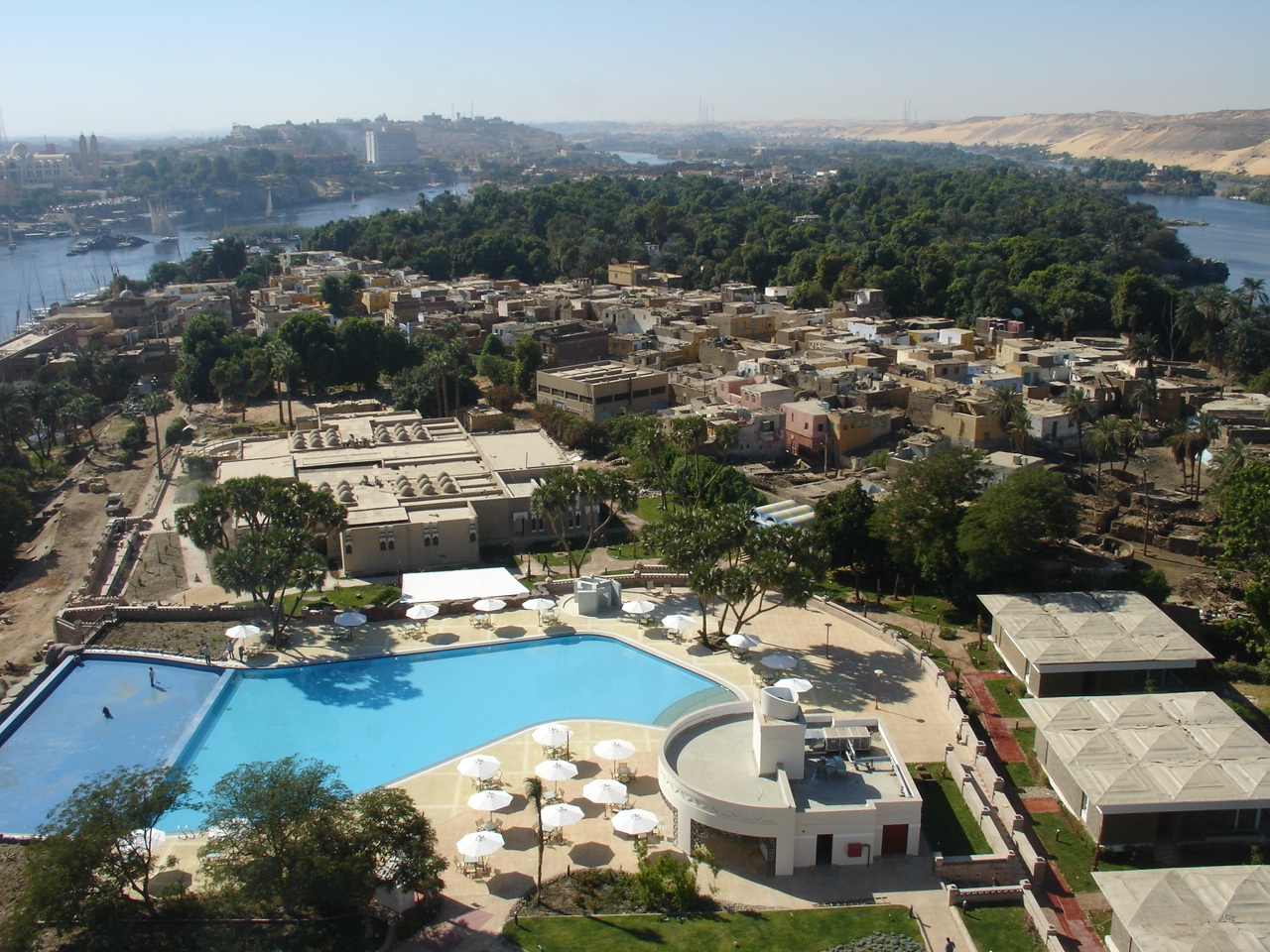
الجزيرة كما تبدو من برج فندق موفنبيك

جزيرة إلفنتين إحدى جزر مصر النيلية تقع بمدينة أسوان، تبلغ مساحتها نحو 1500متر طولا و 500 متر عرضا، أغلب سكانها من النوبيين. يوجد بها فندق موفنبيك، ومساحات زراعية أغلبها من النخيل، ومتحف أسوان، وبقايا من معابد حجرية من العصور المختلفة.

## السكان

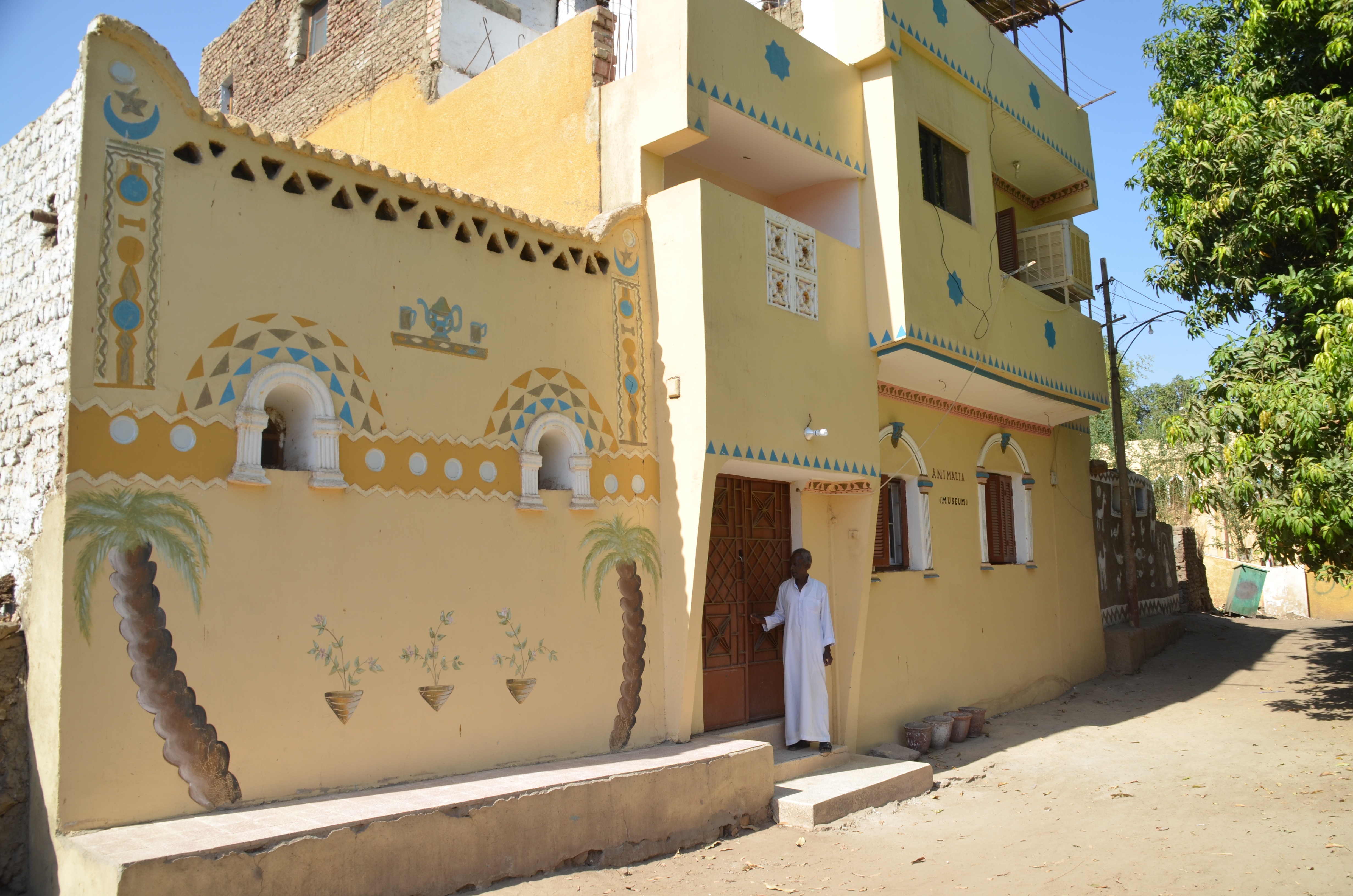
منزل نوبى بالجزيرة

يبلغ عدد سكان الجزيرة 5800 نسمة أغلبيتهم الساحقة من النوبيين (الكنوز) يعشون على قريتين في وسط الجزيرة هما «سيو» و«كوتي». يشتغل معظمهم في الأعمال اليدوية والزراعة والسياحة حيث أنهم ما زالوا محتفظين بالطابع النوبي في الشوارع الرملية والمنازل الملونة 

## التسمية

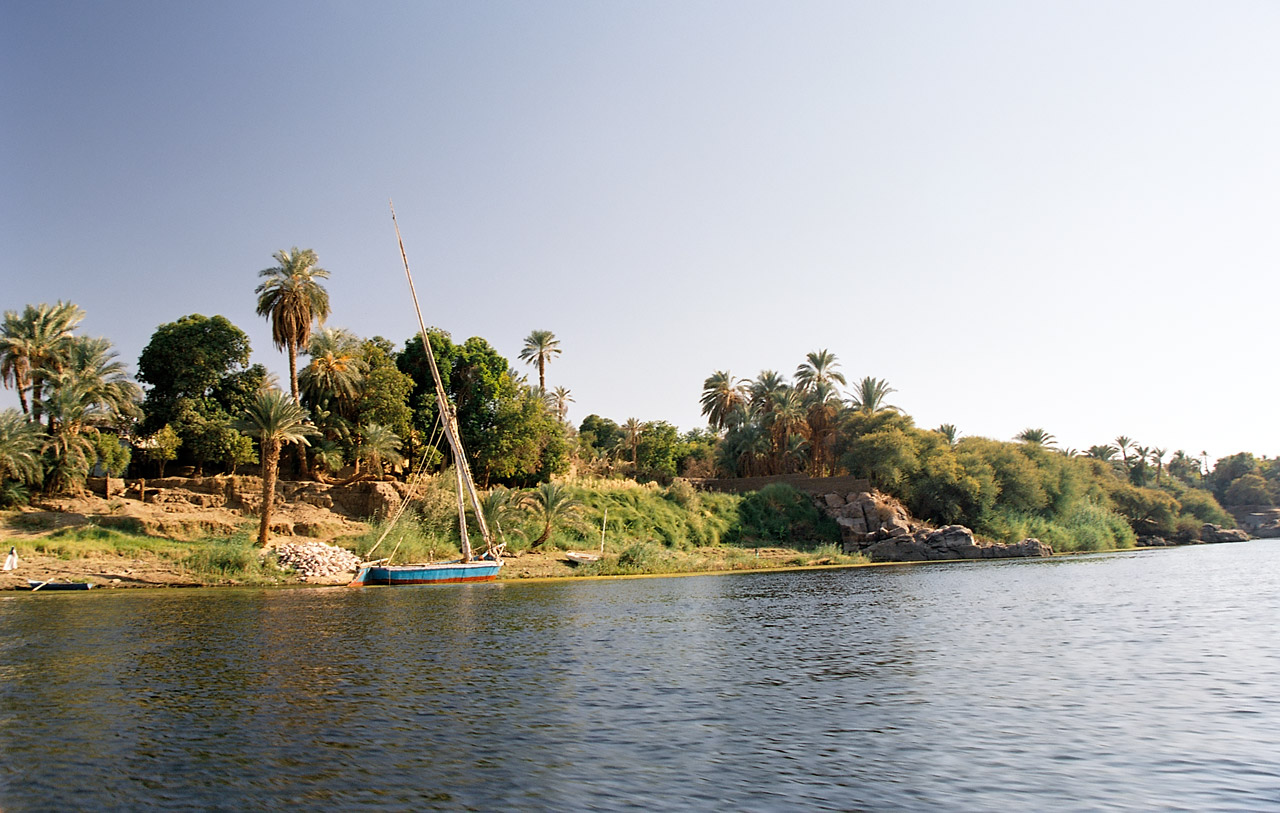
الضفة الغربية للجزيرة

عُرفت الجزيرة في النصوص المصرية القديمة باسم «أبو» أي (الفيل) على اعتبار أن تلك الجزيرة كانت ميناء مهما لاستقبال العاج الأفريقي المستخرج من ناب الأفيال. ثم تحولت في اللغة اليونانية إلى كلمة «الفنتين» (elephas-ελέφας) بمعنى (عاج سن الفيل) التي تحملها الجزيرة الآن. وكانت الجزيرة نقطة محورية على الطرق التجارية إلى الجنوب من مصر، فضلا عن أنها كانت مقرا أساسيا لكل البعثات الحكومية والعسكرية والتجارية المتجه جنوبا أو العائدة إلى الوطن. كما يرجع البعض التسمية إلى طبوغرافية شكل الجزيرة التي على شكل قرن كبش أو ناب الفيل.

## معابد الجزيرة

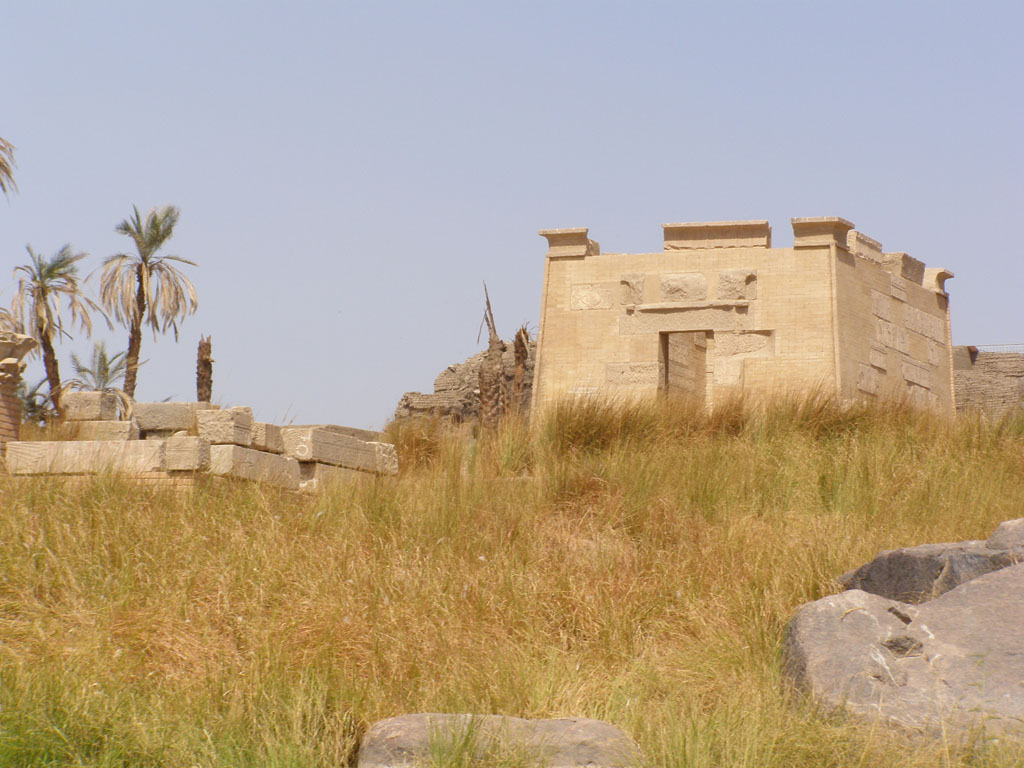
معبد خنوم

أن أقدم أعمال البناء على الجزيرة تمت في أواخر عصور ما قبل التاريخ وامتدت حتى العصر الإسلامي المبكر، أي أنها تشمل تاريخ مصر القديمة في كل العصور وحتى الحقبة اليونانية الرومانية.
تعتبر «ساتت» هي آلهة المنطقة وبالأخص آلهة الفيضانات فقد شيدت مختلف الأسر الحاكمة معابد لها. المعبد الأول يعود للأسرتين الأولى والثانية أي في حدود 2800 ق.م، والمعبد الثاني لبداية الأسرة السادسة أي في حدود 2250 ق.م، والثالث بناه سنوسرت الأول في حدود 1950 ق.م، والرابع والأخير شيدته الملكة حتشبسوت في حدود العام 1480 ق.م.
كما يوجد معبد الآله «خنوم» والذي تم نهب أحجاره في وقت سابق ولم يتبقى منه سوى عمودي المدخل الرئيسي، وبالقرب منه يوجد مقبرة كباش لنفس الآله
ويوجد أيضا مقصورات لتخليد ذكرى حكام الفنتين من أهمهم (حقا إيب)
وتستمر الإضافات طوال الدولة الحديثه وتظل الفنتين تلعب دورها طوال العصور المتأخرة المصرية حيث أبدى ملوك الأسرة 26 اهتماما كبيرا بالجزيرة وأقاموا بها مقياس للنيل وتظهر عليه مقاييس فيضان النيل باللغات اليونانية والعربية وكان مستعملا إلى وقت قريب، ومن بعدهم ملوك البطالمة وبعض الأباطرة الرومان الذين سجلت أسمائهم على جدران المعابد.
ويظهر على بوابة إحدى قاعات المعبد الجنوبية نقوشا تمثل الإسكندر الثاني على هيئة ملك مصري وهو يقدم القرابين للآلهة المختلفة واسمه مكتوب بالهيروغليفية، مع الصيغة «ستب-ان-رع-مري-آمون» (المختار من رع ويحبه آمون|.

## المتحف

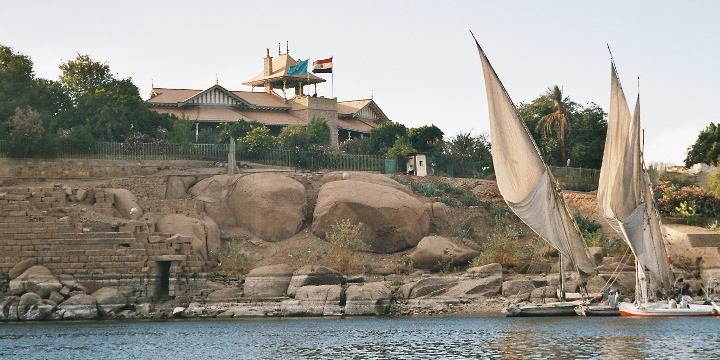
متحف إلفنتين

متحف جزيرة الفنتين (متحف أسوان) يقع في الجزء الجنوبي الشرقي لجزيرة الفنتين. أُقيم مبنى المتحف عام 1898 كمقر لكبير مهندسي خزان أسوان «السير وليم ولكوكس». ويرجع تاريخ إنشاء المتحف لعام 1917 ليضم آثار منطقة النوبة التي عثر عليها قبل إنشاء خزان أسوان وتلك التي عثر عليها بعد ذلك التي استخرجتها البعثات الأجنبية القائمة بالتنقيب.
يضم آثار يعود تاريخها إلى عصر ما قبل الأسرات كما يحتوي بعض تماثيل الملوك والأفراد وبعض الموميات للكبش رمز الإله خنوم وأنواع مختلفة من الفخار وعناصر معمارية وزخرفية وعدد من التوابيت وأدوات الحياة اليومية لدى المصريين القدماء وبعض اللوحات الجنائزية.

## معرض صور

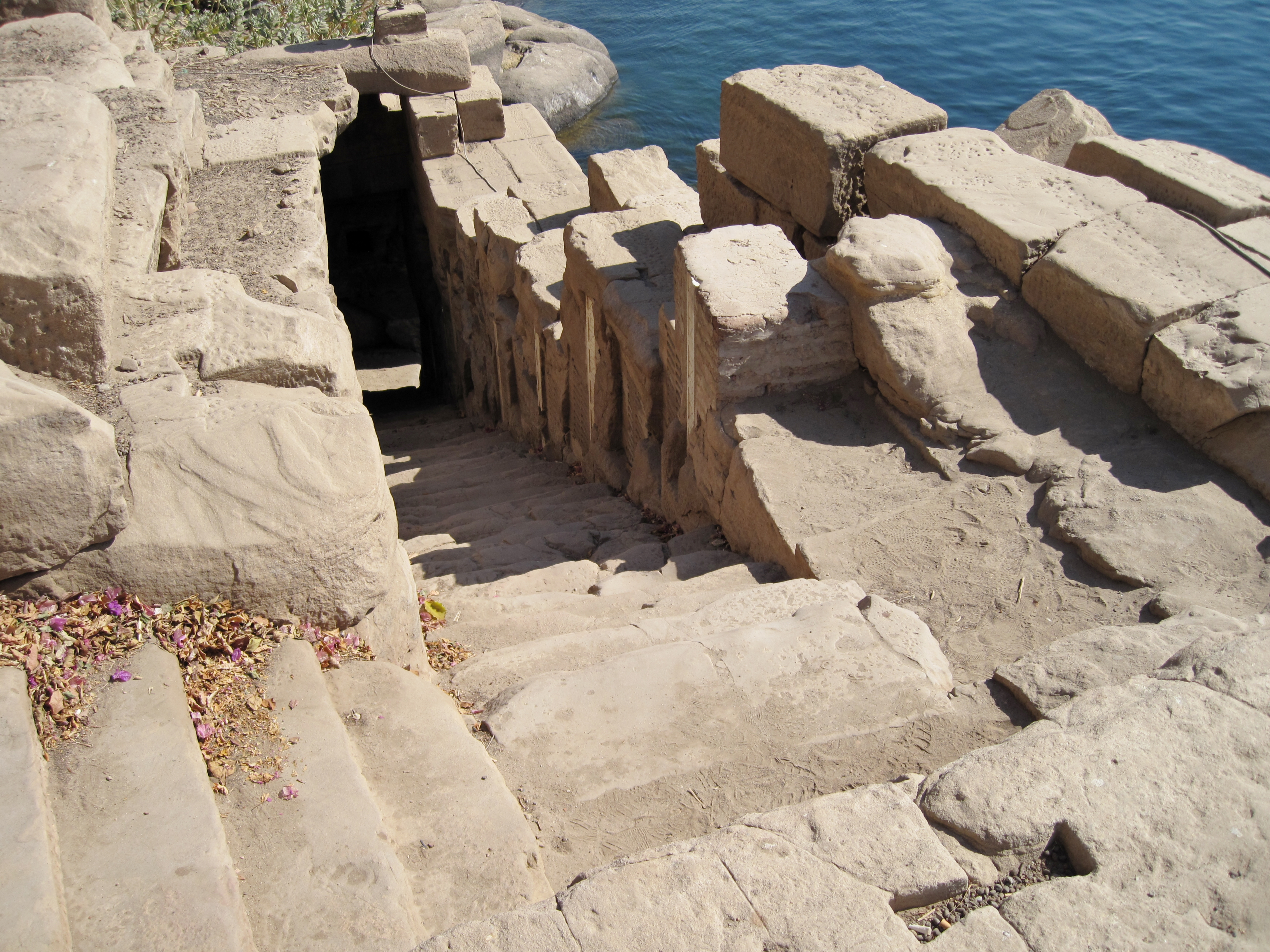
مقياس النيل
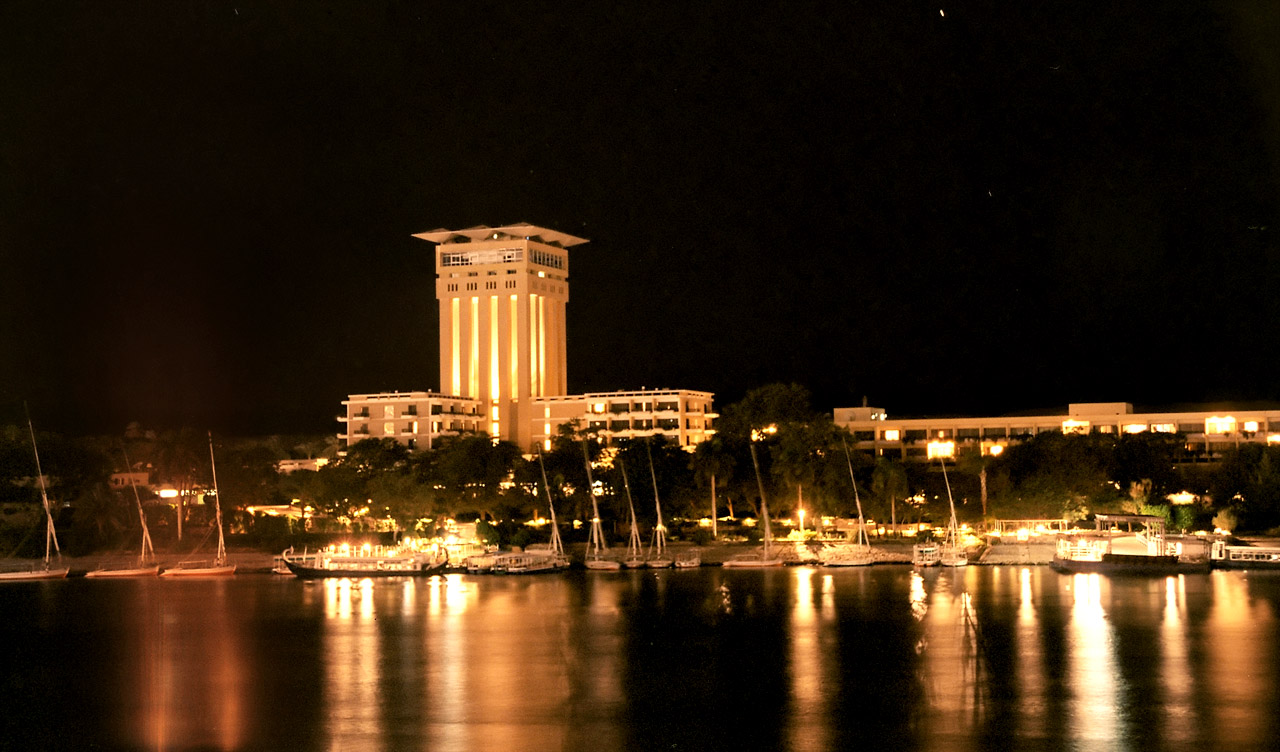
فندق موڤنبيك أسوان ليلا
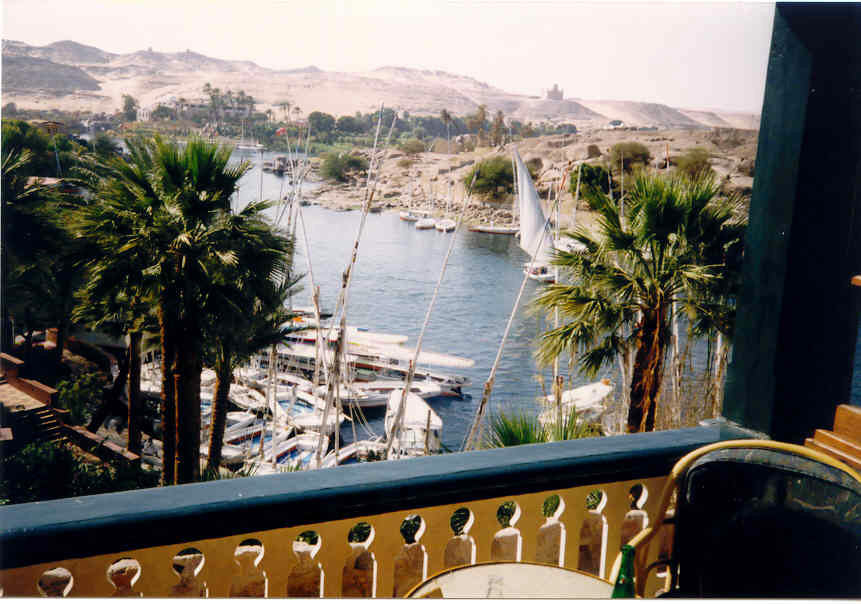
جنوب الجزيرة
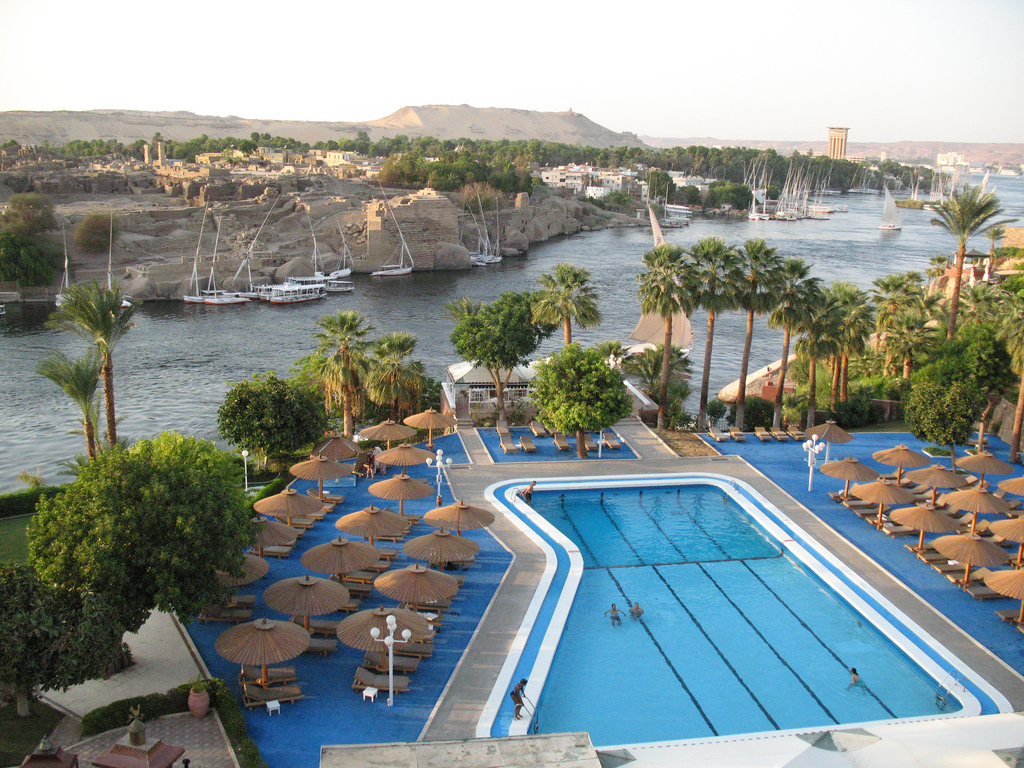
الجزيرة كما تبدو من فندق كتراكت
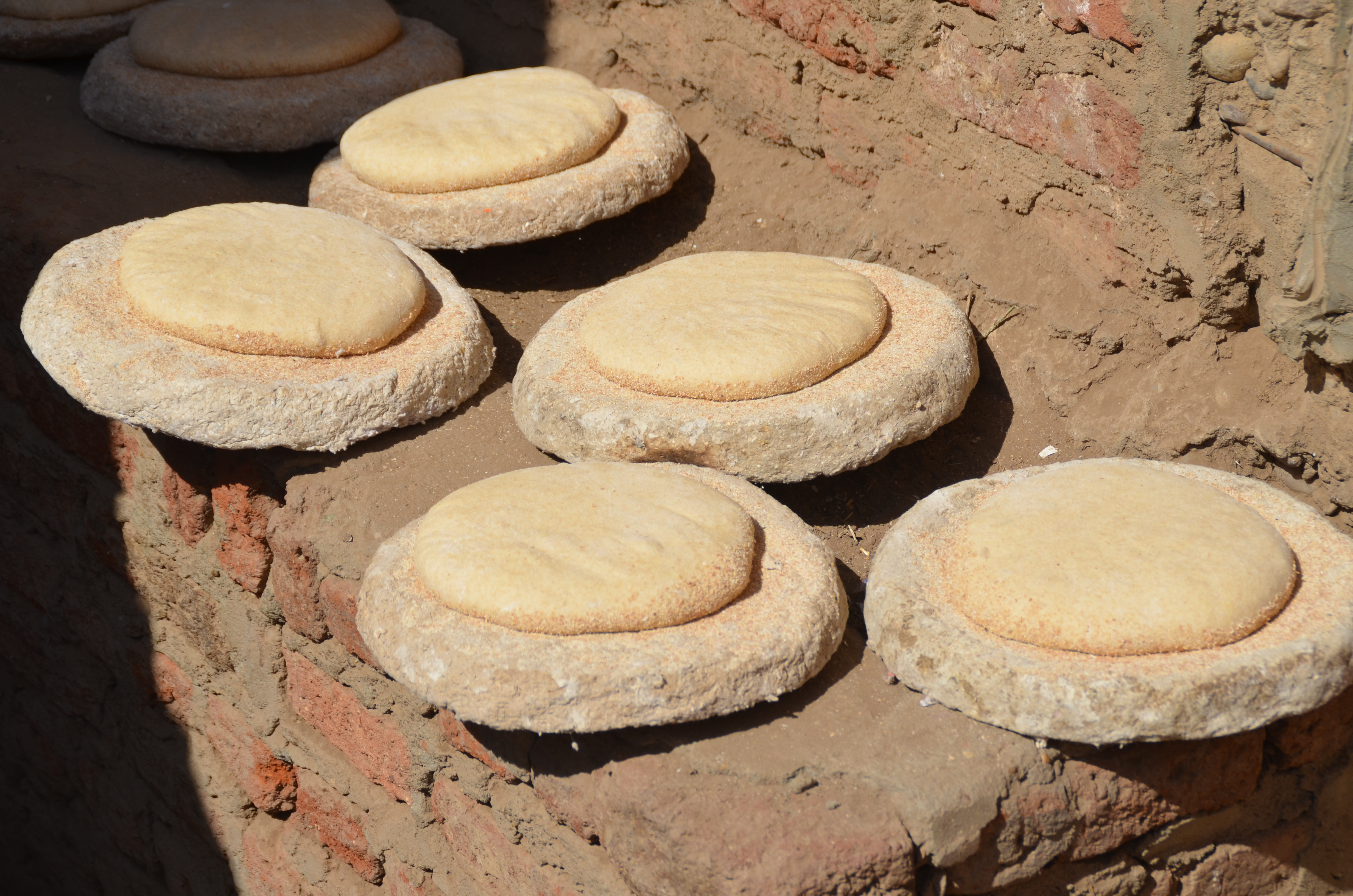
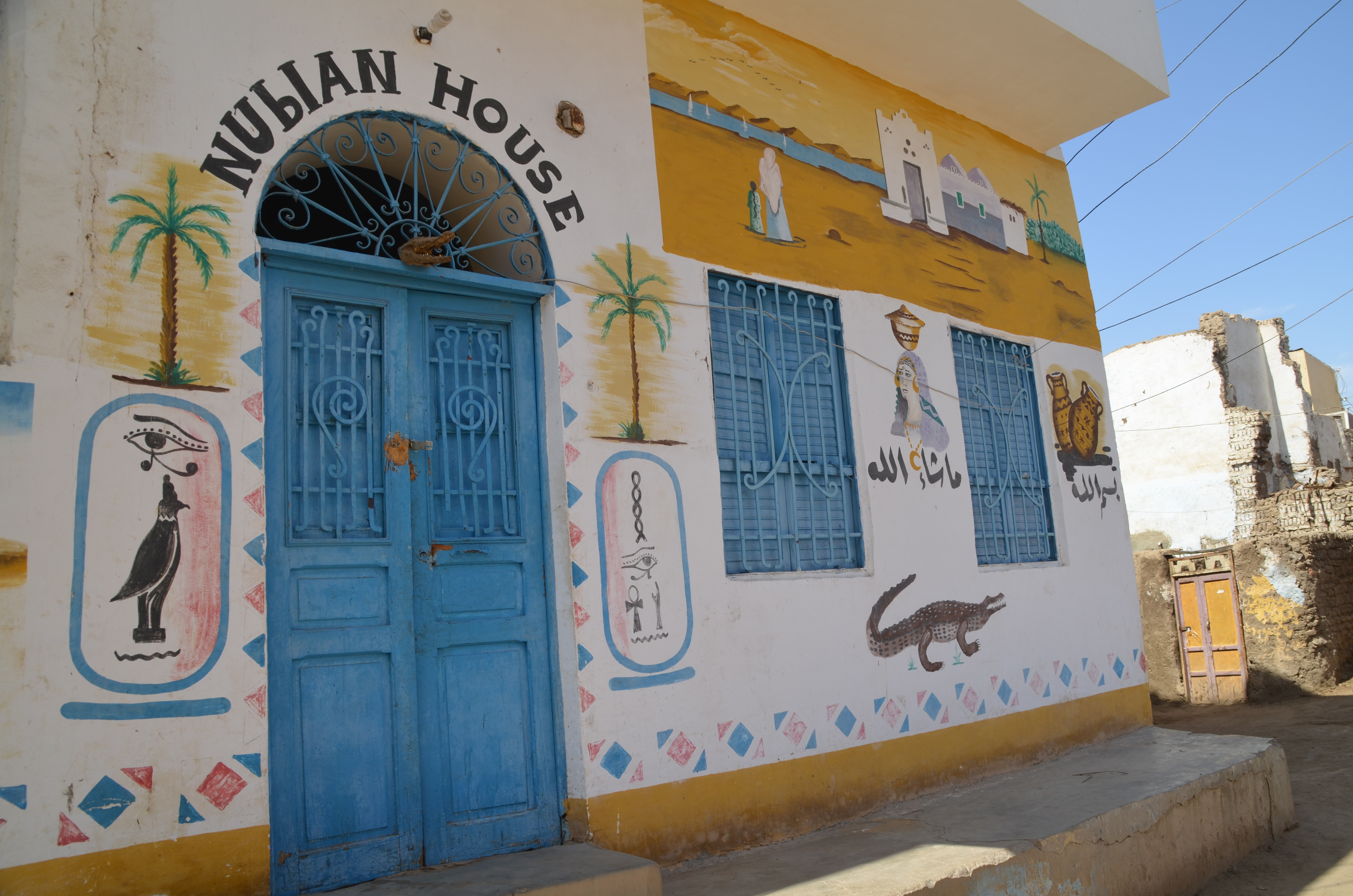
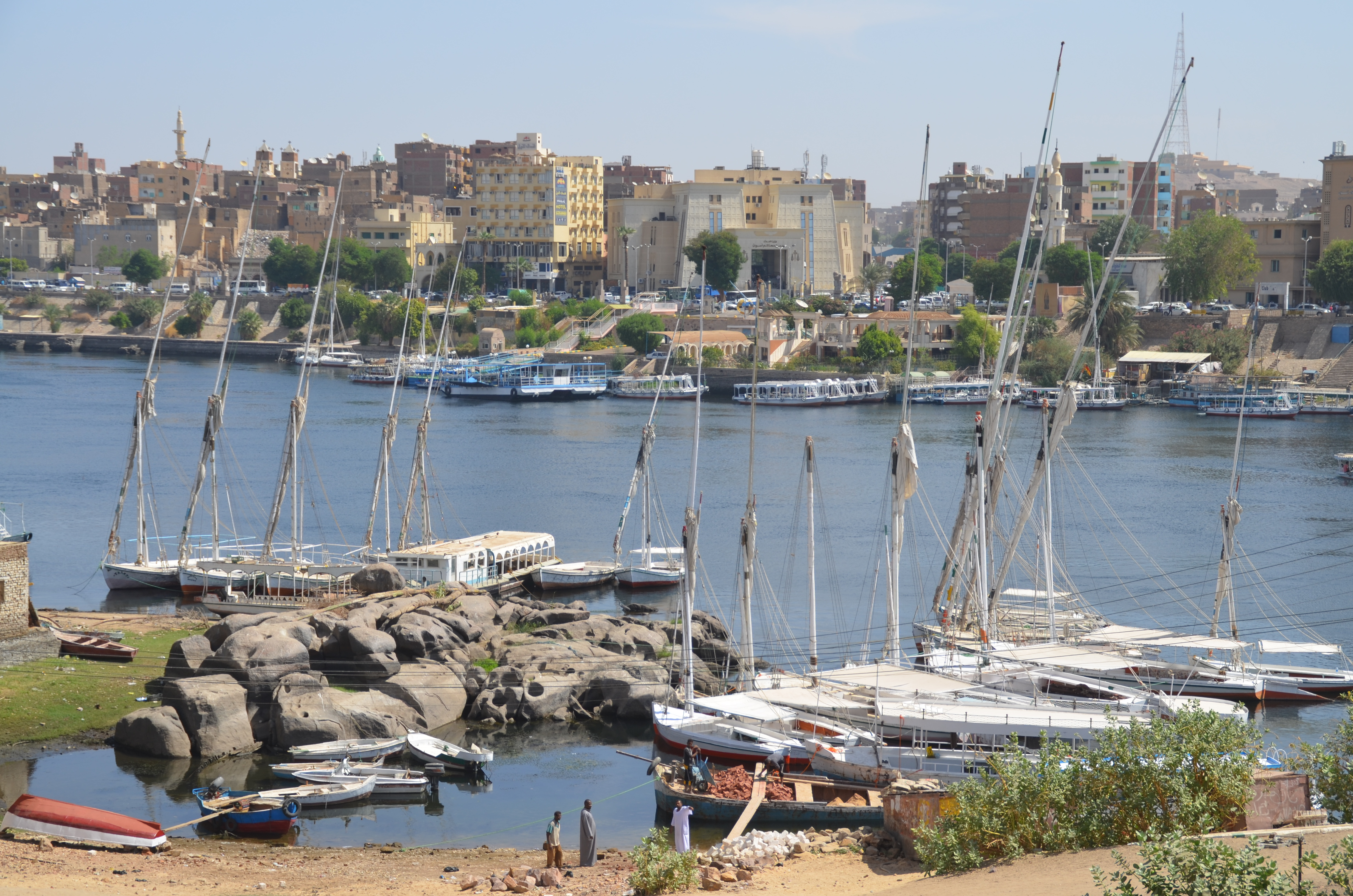
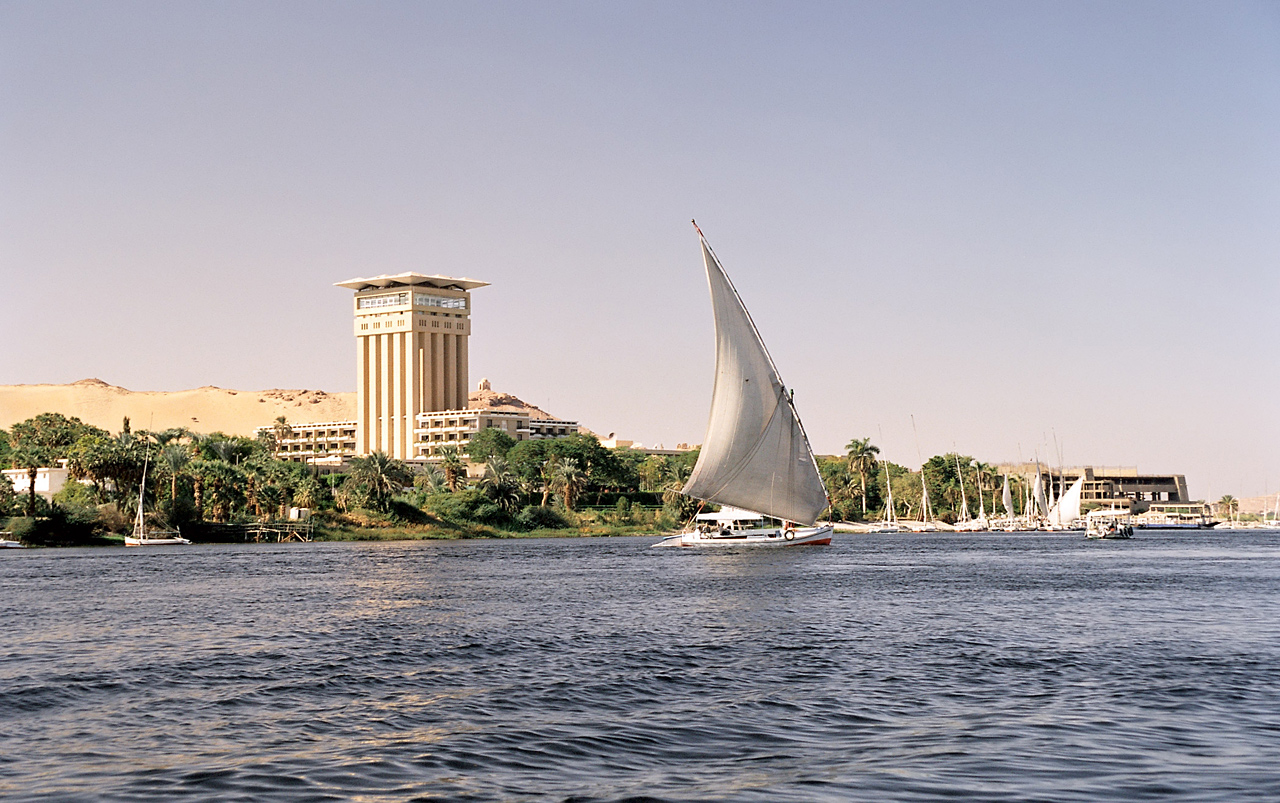
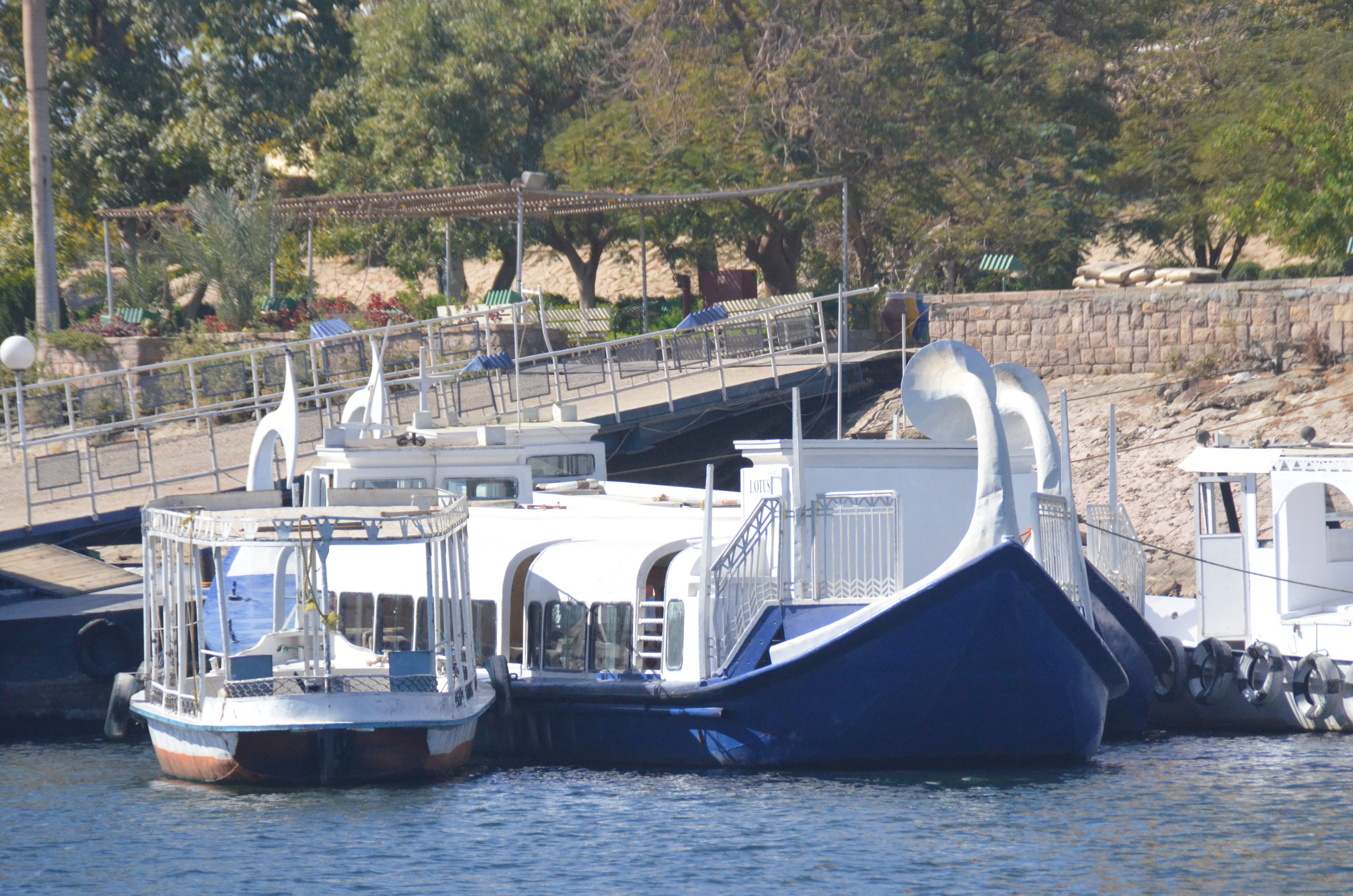
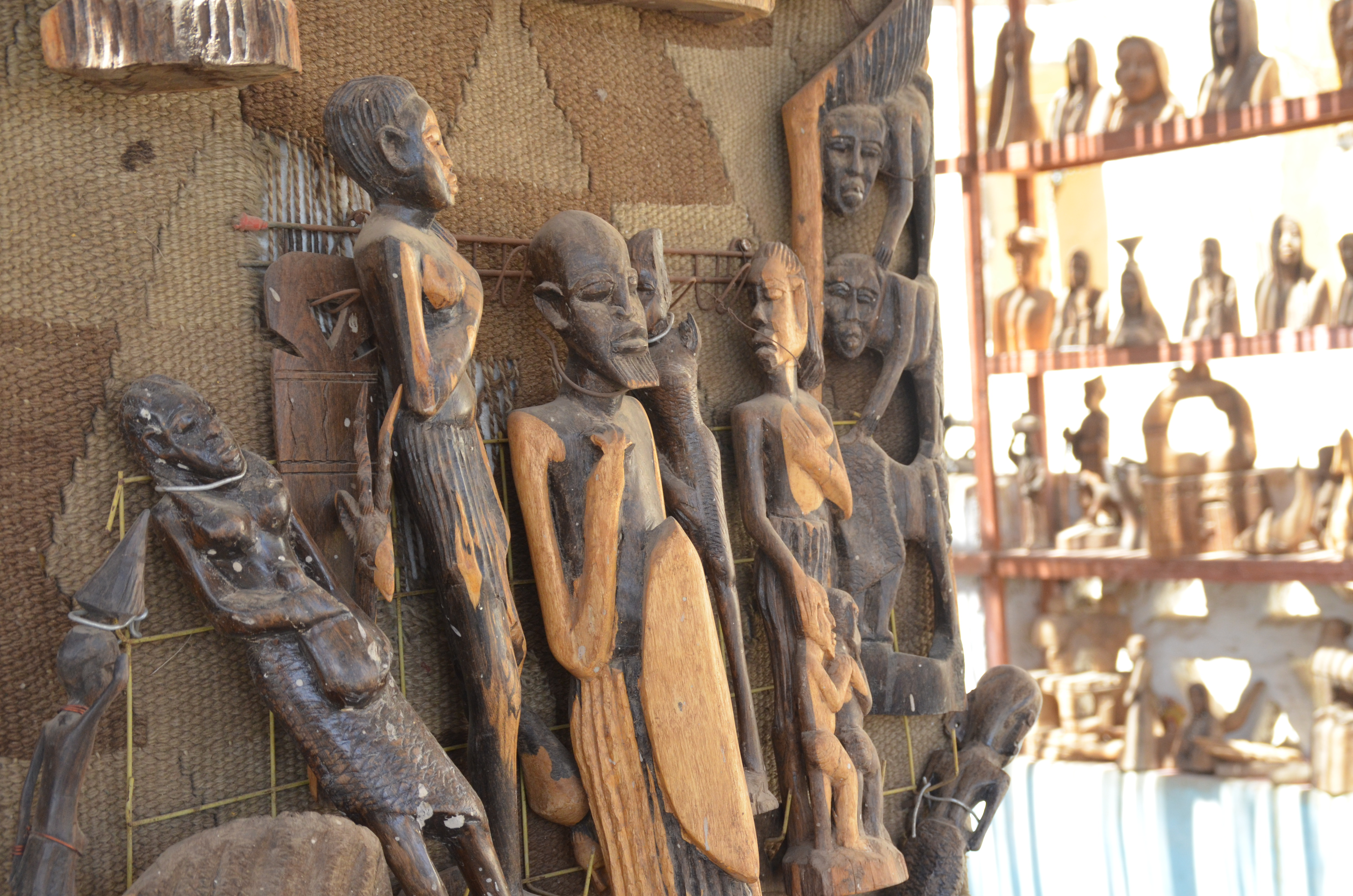
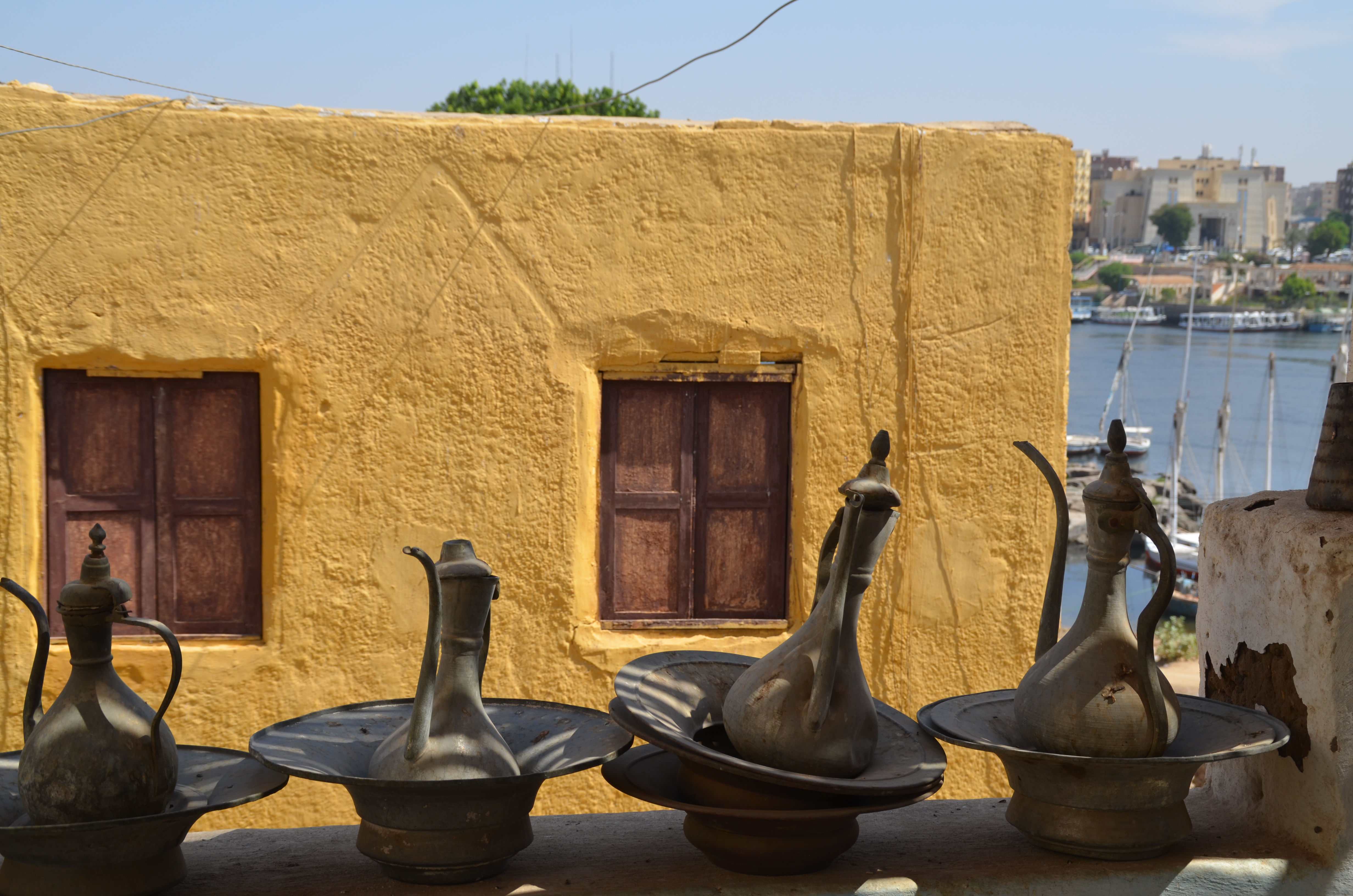
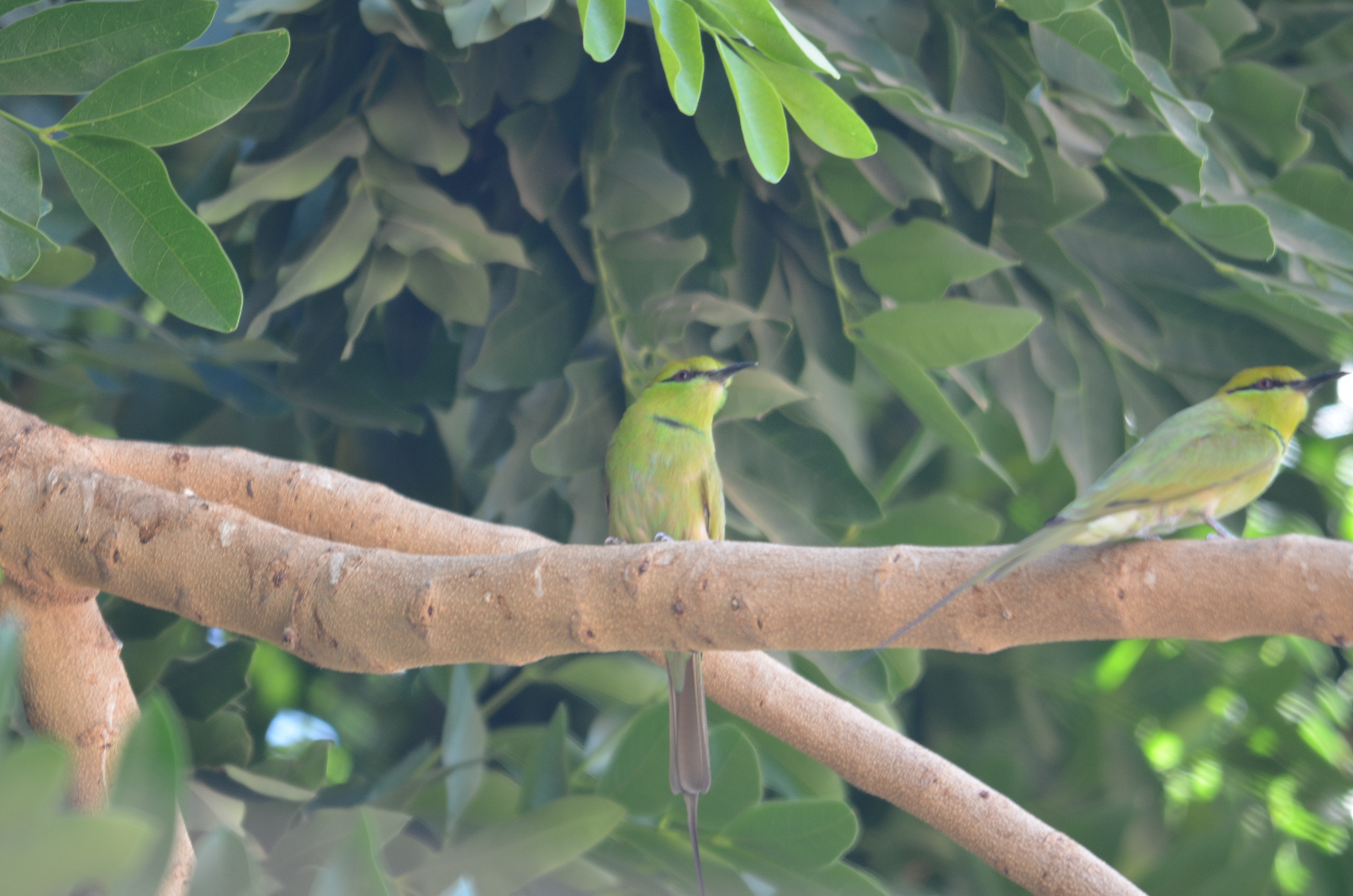
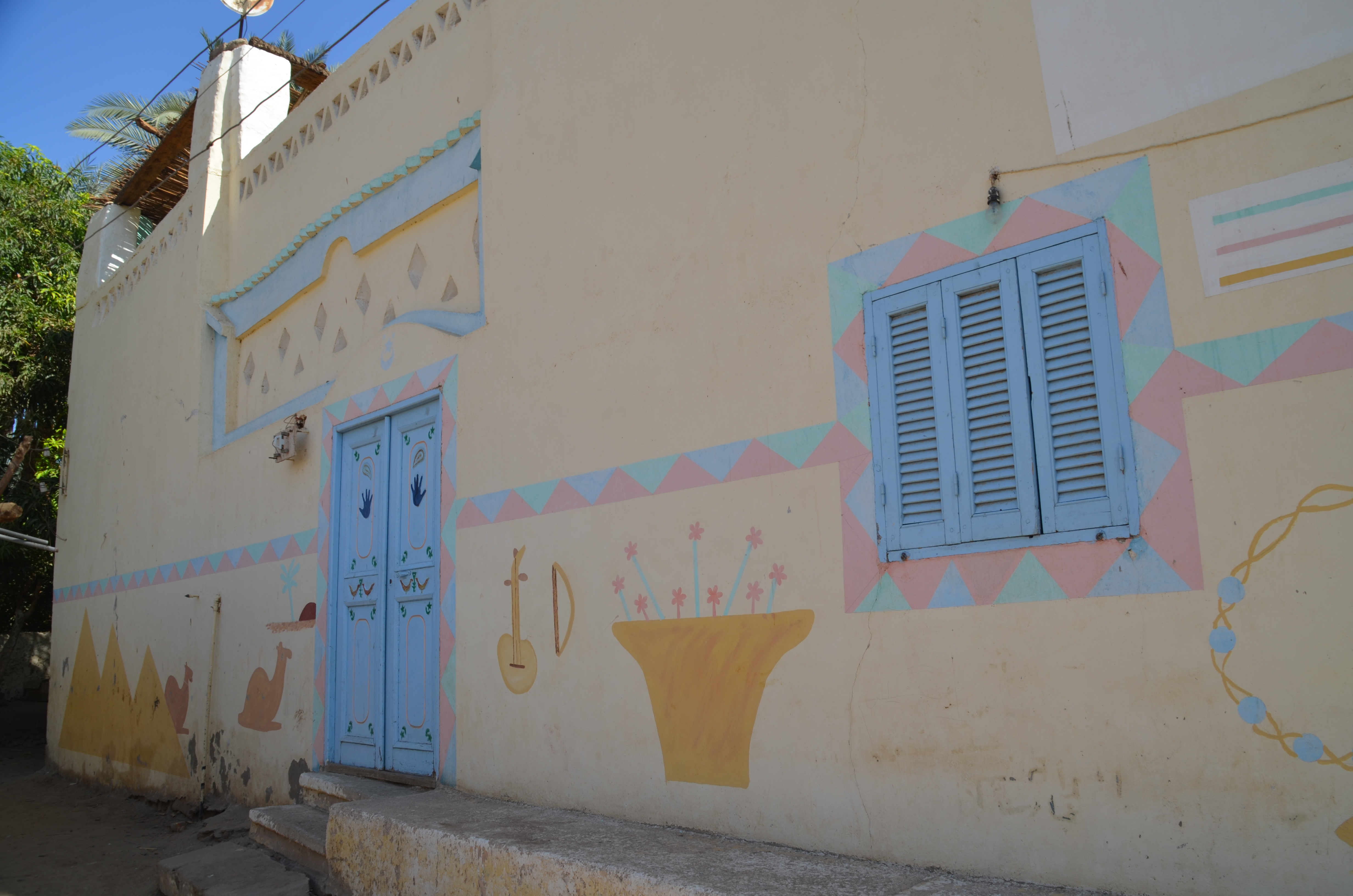